# Elia Kazan

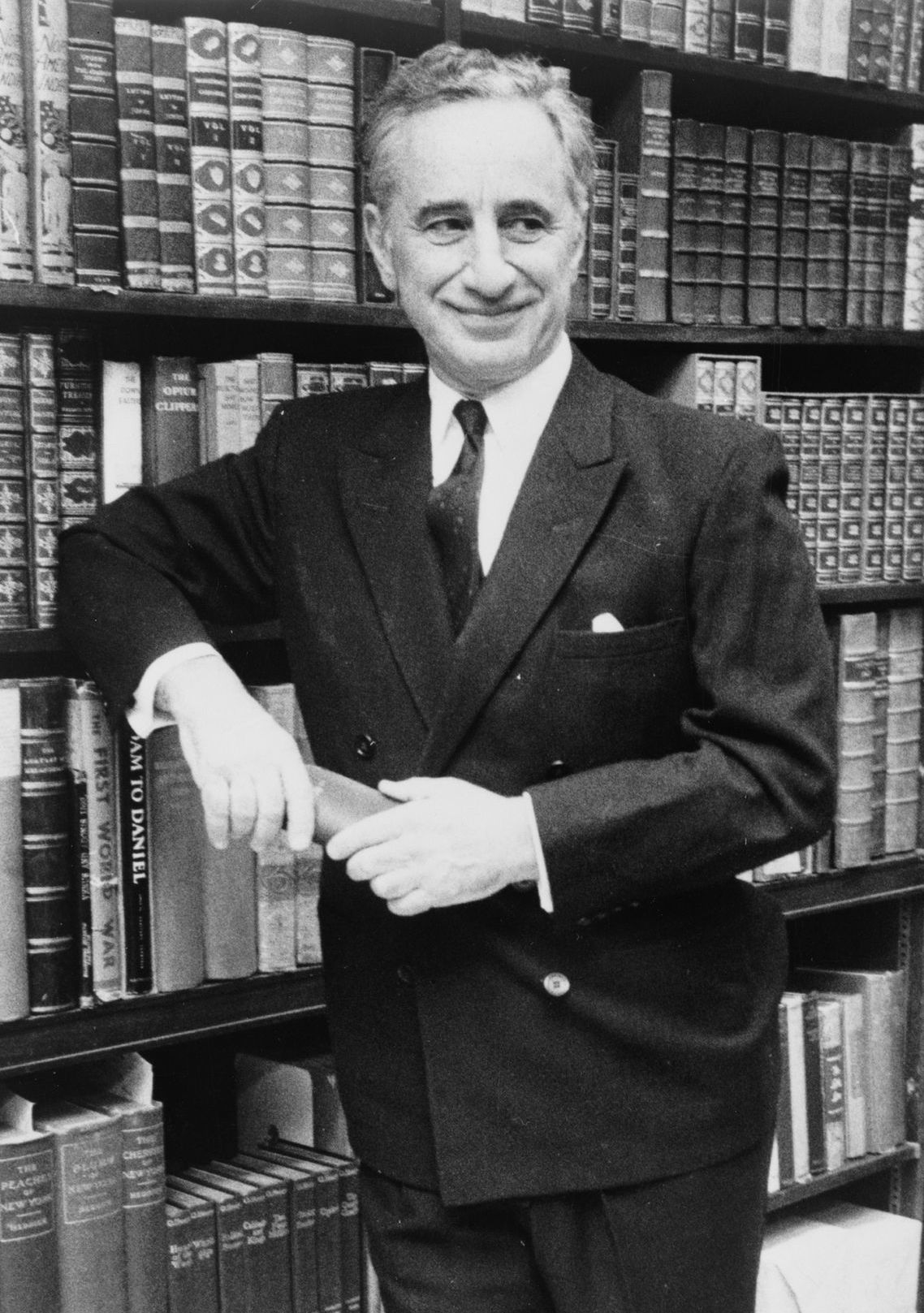
Elia Kazan (1967)

Elia Kazan, griechisch Ηλίας Καζαντζόγλου Ilias Kazantzoglou, (* 7. September 1909 in Konstantinopel, Osmanisches Reich (heute Istanbul, Türkei); † 28. September 2003 in New York City, New York) war ein griechischstämmiger US-amerikanischer Film- und Theaterregisseur, Schriftsteller und Schauspieler. Er gilt als einer der angesehensten und erfolgreichsten Regisseure seiner Generation. Einige von Kazans Theaterproduktionen galten als bahnbrechend. Seine Filmdramen Endstation Sehnsucht (1951), Die Faust im Nacken (1954) und Jenseits von Eden (1955) erlangten ebenfalls große Popularität. Er wurde jeweils dreimal mit dem Oscar und dem Tony Award ausgezeichnet.

## Leben

### Über das Theater zum Film
Elia Kazan, im September 1909 unter dem Namen Elias Kazancıoğlu als Sohn griechischer Eltern aus Kayseri in Konstantinopel geboren, galt als einer der herausragenden Regisseure Hollywoods. Seit er vier Jahre alt war (1913), lebte Kazan in New York. 1932 schloss er das Yale College mit dem Wunsch ab, Filmregisseur zu werden. Im selben Jahr heiratete er Molly Day Thatcher († 1963). Das Ehepaar hatte vier Kinder. In den 1930er Jahren gab es noch keine Ausbildungsmöglichkeiten für Filmregisseure und so schloss er sich zunächst als Schauspieler dem Group Theatre an. Die Teilnehmer an der politisch links stehenden unabhängigen Theatergruppe lebten in den Sommermonaten wie in einer Kommune zusammen und erarbeiteten ihre sozialkritischen Inszenierungen. Zwischen 1934 und 1936 führte die Arbeit mit dem Group Theatre zu Kazans Mitgliedschaft in der Kommunistischen Partei. Als er 1936 (nach nur 19-monatiger Mitgliedschaft) mit der Partei brach, weil diese sich zu stark in die Theaterarbeit des Group Theatre einmischte, begann seine Feindschaft gegenüber dem Stalinismus und seinen Methoden. 1936 führte Kazan hier auch erstmals Regie; im selben Jahr spielte er eine Nebenrolle in Kurt Weills erster rein amerikanischer Produktion Johnny Johnson. 1937 ging Kazan mit einigen Schauspielern des Group Theatre zu Probeaufnahmen nach Hollywood. Seine erste Hollywoodrolle spielte er 1940 in Im Taumel der Weltstadt an der Seite von James Cagney unter der Regie von Anatole Litvak. Kazan erhielt daraufhin kleinere Filmrollen. Die Mitglieder der Gruppe, Franchot Tone und John Garfield, entwickelten sich zu Filmstars. Kazan ging jedoch zurück nach New York und hatte ab 1942 erste große Erfolge als Regisseur am Broadway. 1943 ging dann sein lang gehegter Traum in Erfüllung und er drehte mit Ein Baum wächst in Brooklyn seinen ersten Film.

### Tabu der Gerechten
Kazans Film Tabu der Gerechten wurde 1947 von Darryl F. Zanuck produziert. Es war der erste Hollywoodfilm, der sich mit dem Thema Antisemitismus beschäftigte. Kazan mochte den Film nicht sonderlich. Er sei zu höflich und zeige nicht, wie schlimm Antisemitismus sei. Zanuck verlangte, dem Zuschauer das Thema über eine Liebesgeschichte zwischen Dorothy McGuire und Gregory Peck näher zu bringen. Obwohl Kazan der Meinung war, dass dies dem Realismus der Geschichte schade, hatte Zanuck mit dieser Methode Erfolg. Der Film wurde mit dem Oscar für den besten Film des Jahres ausgezeichnet und Kazan erhielt seinen ersten Regie-Oscar.

### Zurück am Broadway und weitere Filme
1947 war er neben Cheryl Crawford und Robert Lewis Mitbegründer des Actors Studio, aus dem Schauspieler wie Marlon Brando, James Dean und Julie Harris hervorgingen, die alle auch in Kazans späteren Filmen mitwirkten. Kazan besetzte in seinen Filmen immer wieder Schauspieler aus dieser Schule, die seit 1951 von Lee Strasberg als maßgeblichem Schauspiellehrer geleitet wurde. Kazan zog es wieder ans Theater. Er inszenierte zwischen 1947 und 1949 die Arthur-Miller-Erfolgsstücke Alle meine Söhne und Tod eines Handlungsreisenden. Lee J. Cobb spielte den Willy Loman und die Inszenierung machte Kazan zu einem der wichtigsten Theaterregisseure dieser Zeit. Mit dem Schauspielschüler Marlon Brando inszenierte er am Broadway 1947 Endstation Sehnsucht von Tennessee Williams. Im Zentrum des Stückes stand eigentlich die Geschichte der zwei Schwestern Blanche und Stella, doch Brando veränderte mit seiner fulminanten Darstellung des Stanley Kowalski die Wahrnehmung des Stückes. Am Broadway spielte Jessica Tandy die Blanche. Die Produzenten von Warner Brothers tauschten sie jedoch in der späteren Verfilmung von 1951 gegen die als Star höher eingeschätzte Vivien Leigh. Vivien Leigh erhielt für diese Arbeit ihren zweiten Darstelleroscar. Kim Hunter und Karl Malden gehörten wie Brando bereits zum Ensemble der erfolgreichen Broadwayproduktion.
Neben der Theatertätigkeit drehte er für Hollywood den Streifen Endlos ist die Prärie mit Spencer Tracy. Seiner eigentlichen Idee vom realistischen Filmemachen ging er mit dem Film Bumerang weiter nach. Für diesen Film ging er mit dem Team in die Kleinstadt Stamford (Connecticut) und drehte ohne große Filmstars in den Straßen und Gebäuden der Stadt. Zeitweise hatte die Produktion Tausende von Zuschauern, da die Menschen Filmproduktionen an realen Orten noch nicht gewohnt waren. Bumerang handelt von einem unter dem Verdacht des Priestermordes stehenden Mann und beruht auf einer wahren Geschichte über den späteren US-Justizminister Homer S. Cummings.
Elia Kazan empfand eine große Nähe zu den Menschen der Südstaaten der Vereinigten Staaten. 1937 hatte er hier bereits erste Erfahrungen gesammelt mit dem kurzen Dokumentarfilm Die Menschen aus Cumberland, der die Armut der Menschen während der Weltwirtschaftskrise in erschreckenden Bildern einfing. 1949 drehte er seinen ersten Spielfilm über den Süden. Pinky mit Jeanne Crain, Ethel Barrymore und Ethel Waters gehört allerdings zu den unbekannteren Werken Kazans.
1950 entwickelte er die Art Filme zu machen, die er mit Bumerang begonnen hatte, weiter und ging nach New Orleans, um den Thriller Unter Geheimbefehl mit Richard Widmark, Barbara Bel Geddes und Jack Palance an Originalschauplätzen zu drehen.

### „Hexenjagd“ in den Vereinigten Staaten
Nach dem großen Erfolg von Endstation Sehnsucht – der Film erhielt insgesamt vier Oscarauszeichnungen, davon drei Darstellerpreise für Vivien Leigh, Kim Hunter und Karl Malden – ging Kazan nach Mexiko, um 1952 die Geschichte des Revolutionärs Emiliano Zapata zu erzählen. John Steinbeck hatte das Drehbuch über den Aufstieg eines Bauern, der sich politisch gegen die Zustände in seinem Land auflehnt, zum erfolgreichen Revolutionär verfasst. Historisch betrachtet war Zapata der einzige Revolutionsgeneral, der weitreichende Sozialisierungen des Agrarlandes und der natürlichen Ressourcen des Landes anstrebte. Er wurde im Auftrag des Präsidenten Venustiano Carranza im Jahr 1919 ermordet. Entsprechend dem antikommunistischen Zeitgeist der 1950er Jahre verdrehte Kazan den historischen Hintergrund jedoch zu einer antisowjetischen und antirevolutionären Propagandaparabel, nach der Zapata von „totalitären Linken“ ermordet worden sei und die soziale Revolution sinnlos sei. Er kam auf dem Höhepunkt der „Hexenjagd“ von Senator Joseph McCarthy in die amerikanischen Kinos und spielte dessen antikommunistischer Hetzjagd in die Hände.
Im Gegensatz zu vielen Kollegen, die die Aussage verweigerten, um sich nicht an McCarthys Hetzjagd zu beteiligen, sagte Kazan vor dem sogenannten „Komitee für unamerikanische Umtriebe“ aus. Er berichtete vor dem Ausschuss von seiner Abscheu vor angeblichen „roten Methoden“ und denunzierte bereitwillig Kollegen, die in den 1930er Jahren bis zum Hitler-Stalin-Pakt Parteimitglieder gewesen waren. Kazans ehemalige Kollegen aus dem Group Theatre, etwa John Garfield oder der Regisseur Jules Dassin, wurden nach den Aussagen Kazans auf die Schwarze Liste gesetzt und erhielten Berufsverbot.
Kazan war selbst in den 1930er Jahren, zu Beginn seiner Arbeit mit dem Group Theatre, Mitglied der kommunistischen Partei, schied aber aus, als die Partei sich in die Theaterarbeit der Gruppe einmischte. Kazan wollte unbeeinflusst von ideologischer Bevormundung die künstlerische Ausrichtung bestimmen. Außerdem schien ihm seine frühere kommunistische Weltanschauung bei seiner Karriere hinderlich, weshalb er in dieser Zeit zum überzeugten Anti-Kommunisten wurde. So erklärt sich auch Kazans spätere Unterstützung der reaktionären McCarthy-Politik, die ebenfalls – aber von rechts und mittels staatlicher Repression – Einfluss auf das künstlerische Leben nahm und Hollywood von kritischen, linken Einflüssen „säuberte“. Kazan wurde dafür in New York und in Hollywood von Linken öffentlich scharf kritisiert.
Kazan wies die Kritik mittels öffentlicher Statements in Zeitungen zurück, in denen er Stellung nahm zu seinen politischen Motiven. Er plädierte für „die Aufklärung der Amerikaner“. Sie müssten wissen, „was der Kommunismus wirklich“ sei, und zwar „mit allen Fakten“. Kazan war der Meinung, dass sich das vorgeblich „liberale Amerika“ nicht bewusst sei, was es hieße, „in einem totalitären System zu leben“. Die Dramatiker Lillian Hellman und Arthur Miller widersprachen ihm öffentlich.
Kazans weiteres Werk war geprägt von seinen Erfahrungen während der McCarthy-Ära. Ein Mann auf dem Drahtseil entstand 1953 und soll das Leben von Menschen in der Tschechoslowakei unter dem Druck des sowjetischen Totalitarismus zeigen. Fredric March und Gloria Grahame spielten die Hauptrollen. Kazans Kritiker warfen ihm nach Die Faust im Nacken vor, er habe sich für seinen Verrat mit diesem Film rechtfertigen und um Vergebung bitten wollen. Der Film behandelt Korruption und Verrat unter New Yorker Gewerkschaftern und endet damit, dass dem Helden des Films sein Verrat vergeben wird. Kazan kam mit diesem Film seinem Ideal von Realismus am nächsten. Die Faust im Nacken wurde im strengen Winter 1954 auf den Straßen New Yorks und in Hoboken, New Jersey gedreht. Die Kälte spielte dabei eine wichtige Rolle und ist in jeder Szene spürbar. Die Schauspieler wirken dadurch nie künstlich. Im Mittelpunkt stand allerdings die Liebesgeschichte zwischen Marlon Brando und Eva Marie Saint und nicht das Sozialdrama. Elia Kazan erhielt für diese Arbeit seinen zweiten Regie-Oscar.
Kazan bezeichnete später seine Situation vor dem McCarthy-Ausschuss als eine „Entscheidung zwischen Pest und Cholera“. Das Misstrauen der Linken gegenüber Kazan und die teilweise Ablehnung durch Schauspielerkollegen sollte bis zu seinem Tod anhalten.

### Entdeckungen von jungen Schauspielern
Marlon Brando war sicherlich der erste und für Kazan auch der wichtigste junge Schauspieler, der unter seiner Führung zum Weltstar wurde. Weitere Schauspielerentdeckungen sollten in den weiteren Jahren folgen. 1954 suchte er mit Autor John Steinbeck einen Schauspieler für die Rolle des jungen Cal in Jenseits von Eden, der im für die 1950er Jahre typischen Generationenkonflikt zu seinem Vater stand, und fand ihn in James Dean. Kazan begründete damit den Weltruhm des Teenageridols schlechthin. Dean lebte den Konflikt mit dem Vater, gespielt von Raymond Massey, bereits während der Dreharbeiten voll aus. Ihre gemeinsamen Szenen sind geprägt von der Feindschaft der beiden Schauspieler auf dem Set. Dean lernte nie seinen Text und improvisierte die Streite mit dem Vater, was den perfekt vorbereiteten Schauspieler Massey fast in den Wahnsinn trieb. Kazan nutzte dies aus und unterbrach nie, wenn Dean einen völlig anderen Text sprach, als im Drehbuch stand. Diese Szenen erreichten dadurch eine enorme Authentizität. Jenseits von Eden war der einzige Film mit James Dean, der zu Lebzeiten des jungen Schauspielers seine Uraufführung hatte. Neben Dean spielte außerdem Julie Harris ihre erste große Rolle in einem Film.
Mit Baby Doll – Begehre nicht des anderen Weib 1956 ging Kazan wieder in die Südstaaten der Vereinigten Staaten und sorgte für den Durchbruch der Hauptdarstellerin Carroll Baker. Die kuriose Komödie Baby Doll entwickelte sich zu einem der größten Skandale der prüden 1950er Jahre. Karl Malden, bereits seit den Theatererfolgen Kazans der 1940er Jahre einer der wichtigsten und loyalsten Schauspieler Kazans, ist nach zahlreichen Nebenrollen hier in einer Hauptrolle zu sehen. Er spielt den unbedarften Archie Lee, der die Minderjährige Baby Doll heiratet und verspricht, erst mit ihr Geschlechtsverkehr zu haben, wenn sie 19 Jahre alt ist. Der provokante Film wurde vor allem aus kirchlichen Kreisen vehement attackiert. In einem Interview bezeichnete Kazan Karl Malden und Eli Wallach, die beide in Baby Doll spielen, als seine wichtigsten Entdeckungen: „Es sind eher unscheinbare Typen, aber sie haben das Method Acting nahezu perfektioniert.“
1957 blieb Kazan in den Südstaaten und kritisierte mit seinem Film Ein Gesicht in der Menge den Einfluss des noch jungen Mediums Fernsehen auf die politische Meinungsbildung der amerikanischen Bürger. Andy Griffith spielte Lonesome Rhodes, der durch das Fernsehen von einem provinziellen Lokalhelden zu einem nationalen Star aufsteigt. Der Film zeigt bereits auf, was mittlerweile Alltag geworden ist: das Fernsehen als Manipulator der Massen. Ein Mann beschränkten Intellekts erlangt durch seinen Charme und seine Popularität politische Macht. Griffith selbst wurde später ein beliebter TV-Star. Kazan entdeckte für diesen Film die junge Schauspielerin Lee Remick, die genauso wie Griffith ihr Kinodebüt gab.
Lee Remick erhielt dann auch eine Hauptrolle in Kazans nächstem Film Wilder Strom. Sie spielt die Ehefrau von Montgomery Clift, der in Alabama in den 1930er Jahren das notwendige Land der von der Depression gebeutelten Leute aufkaufen soll, damit ein Fluss umgeleitet werden kann. Eine alte Frau wehrt sich am heftigsten dagegen. Diese Frau wird von Jo Van Fleet gespielt, die 1960, als der Film gedreht wurde, nur halb so alt war wie ihre Rolle.
1961 verfilmte Kazan eine Erzählung von William Inge, der zu Fieber im Blut auch selbst das Drehbuch schrieb. Natalie Wood verliebt sich in diesem Film in den Sohn der bedeutendsten Familie einer Kleinstadt in Kansas, doch sie werden niemals die Möglichkeit haben zusammenzukommen. Der Junge wird von einer weiteren Entdeckung Kazans gespielt, der danach eine Weltkarriere beginnt: Warren Beatty.
1963 drehte Kazan einen Film, an dem er bereits über 30 Jahre gearbeitet hatte. Die Unbezwingbaren ist die Geschichte seines Onkels und seiner Familie. Nach großen Schwierigkeiten bei der Finanzierung konnte er mit Warner Brothers den Film über seine griechischen Vorfahren und ihren Weg nach Amerika realisieren. Die Hauptrolle spielte der Laiendarsteller Stathis Giallelis, der erst für Monate in die Vereinigten Staaten kommen musste, um Englisch zu lernen. Während der Arbeit an diesem Film starb Kazans erste Frau. 1967 heiratete er die Schauspielerin Barbara Loden, die in seinen Filmen Wilder Strom und Fieber im Blut gespielt hatte. Sie hatten ein gemeinsames Kind.

### Vom Regisseur zum Schriftsteller
Die Unbezwingbaren basierte bereits auf seinem eigenen Roman America, America, und Kazan hatte auch selbst das Drehbuch geschrieben. Als Regisseur wurde es immer schwieriger für ihn, seine Filmprojekte zu finanzieren. Mit Das Arrangement (1969 nach dem gleichnamigen Roman von Kazan) mit Kirk Douglas und Faye Dunaway, Die Besucher 1972 und Der letzte Tycoon 1976 drehte er nur noch drei Filme und zog es vor, sich durch die Schriftstellerei künstlerisch auszudrücken. Insgesamt schrieb Kazan sieben Romane und seine Autobiografie. Sein letzter Film Der letzte Tycoon war eine Großproduktion mit Starbesetzung und ist ein eher untypischer Kazan-Film. Der Film basiert auf dem gleichnamigen Roman von F. Scott Fitzgerald; das Ensemble setzte sich zusammen aus Stars wie Robert De Niro, Tony Curtis, Robert Mitchum, Jeanne Moreau, Jack Nicholson, Donald Pleasence, Ray Milland, Dana Andrews, Peter Strauss und John Carradine. Erfolg war diesem Film trotz des riesigen Aufwandes nicht mehr beschieden und Kazan verabschiedete sich vom Regiestuhl.

### Späte Jahre
1980 starb Elia Kazans zweite Frau Barbara Loden an Krebs. Der zweifache Witwer Kazan heiratete 1982 ein drittes Mal. Mit seiner dritten Frau Frances Rudge lebte er bis zu seinem Tod zusammen. Eines seiner Kinder aus erster Ehe ist der 1950 geborene Drehbuchautor Nicholas Kazan, der mit Regisseurin und Drehbuchautorin Robin Swicord verheiratet ist. Deren Tochter Zoe Kazan, Elia Kazans Enkeltochter, ist Schauspielerin.
1988 war Kazan Leiter des 7. Istanbuler Filmfestivals. Seit den 1970er Jahren verbrachte er viel Zeit in seiner alten Heimat; eine große Freundschaft verband ihn mit dem türkischen Musiker, Autor und Filmemacher Zülfü Livaneli, in dessen Film Sis er auch eine kleine Gastrolle innehatte. Auch mit dem türkischen Schauspieler und Regisseur Yılmaz Güney verband ihn eine enge Freundschaft. Beispielsweise besuchte er Güney 1978 im Toptaşı-Gefängnis in Istanbul. Daraufhin veröffentlichte Kazan am 4. Februar 1979 einen Artikel „The View from a Turkish Prison“ für die New York Times, in dem er über das Treffen mit Yılmaz Güney und die Zustände im Gefängnis berichtete. Kazan sprach Englisch, Griechisch und Türkisch.
1999 wurde Elia Kazan mit einem Ehrenoscar für sein Lebenswerk ausgezeichnet. Aufgrund seines Verhaltens während der McCarthy-Ära wurde diese Entscheidung nicht ausschließlich positiv aufgenommen; viele Zuschauer blieben bei der Verleihung demonstrativ sitzen und einige anwesende Schauspieler, unter anderem Ed Harris und Nick Nolte, applaudierten nicht. Andere wiederum applaudierten, um ihre Bewunderung für seine Leistungen als Filmemacher auszudrücken.
Kazan starb am 28. September 2003 im Alter von 94 Jahren in New York.

## Filmografie
- 1940: Im Taumel der Weltstadt (City for Conquest) (als Darsteller)
- 1941: Blues in the Night (als Darsteller)
- 1945: Ein Baum wächst in Brooklyn (A Tree Grows in Brooklyn)
- 1947: Endlos ist die Prärie (The Sea of Grass)
- 1947: Bumerang (Boomerang!)
- 1947: Tabu der Gerechten (Gentleman’s Agreement)
- 1949: Pinky
- 1950: Unter Geheimbefehl (Panic in the Streets)
- 1951: Endstation Sehnsucht (A Streetcar Named Desire)
- 1952: Viva Zapata!
- 1953: Ein Mann auf dem Drahtseil (Man on a Tightrope)
- 1954: Die Faust im Nacken (On the Waterfront)
- 1955: Jenseits von Eden (East of Eden)
- 1956: Baby Doll – Begehre nicht des anderen Weib (Baby Doll)
- 1957: Ein Gesicht in der Menge (A Face in the Crowd)
- 1960: Wilder Strom (Wild River)
- 1961: Fieber im Blut (Splendor in the Grass)
- 1963: Die Unbezwingbaren (America, America)
- 1969: Das Arrangement (The Arrangement)
- 1972: Die Besucher (The Visitors)
- 1976: Der letzte Tycoon (The Last Tycoon)

## Wichtige Theaterarbeiten
- 1933: Men in White von Sidney S. Kingsley
- 1937: Golden Boy von Clifford Odets
- 1942: The Skin of Our Teeth (dt. Wir sind noch einmal davongekommen) von Thornton Wilder
- 1943: One Touch of Venus von J. S. Perelman, Ogden Nash und Kurt Weill
- 1944: Jacobowsky and the Colonel (dt. Jacobowsky und der Oberst) von S. N. Behrman, nach Franz Werfel
- 1945: Deep Are the Roots (dt. Tiefe Wurzeln bzw. Tief sind die Wurzeln) von Arnaud d’Usseau und James Gow
- 1947: All My Sons (dt. Alle meine Söhne) von Arthur Miller
- 1947: A Streetcar Named Desire (dt. Endstation Sehnsucht) von Tennessee Williams
- 1949: Death of a Salesman (dt. Tod eines Handlungsreisenden) von Arthur Miller
- 1952: Flight Into Egypt (dt. Flucht nach Ägypten) von George Tabori
- 1953: Tea and Sympathy von Robert Anderson
- 1955: Cat on a Hot Tin Roof (dt. Die Katze auf dem heißen Blechdach) von Tennessee Williams
- 1958: J.B. von Archibald MacLeish
- 1959: Sweet Bird of Youth (dt. Süßer Vogel Jugend) von Tennessee Williams

## Auszeichnungen

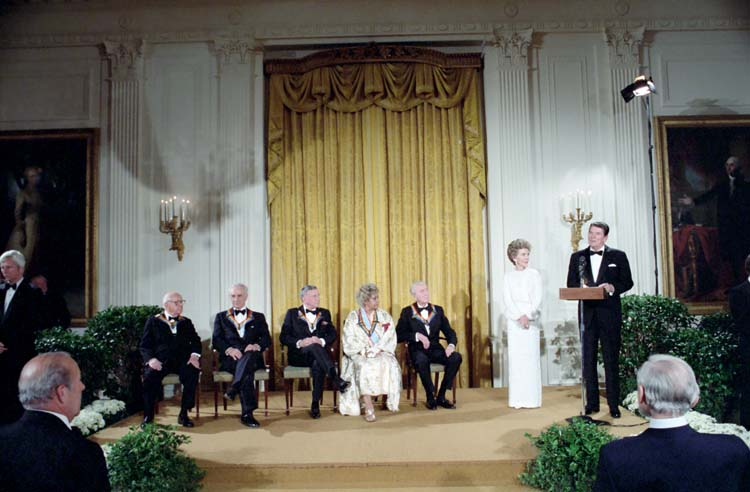
Elia Kazan bei der Verleihung des Kennedy-Preis im Weißen Haus, 1983

- 1948: Golden Globe Award Beste Regie für Tabu der Gerechten
- 1948: Oscar Beste Regie für Tabu der Gerechten
- 1951: Spezialpreis der Jury Filmfestival Venedig für Endstation Sehnsucht
- 1953: Spezialpreis auf der Berlinale 1953 für Der Mann auf dem Drahtseil
- 1955: Golden Globe Award Beste Regie für Die Faust im Nacken
- 1955: Oscar für die beste Regie für Die Faust im Nacken
- 1955: Auszeichnung für den besten dramatischen Film beim Filmfestival Cannes 1955 für Jenseits von Eden
- 1957: Golden Globe Award Beste Regie für Baby Doll
- 1964: Golden Globe Award Beste Regie für Die Unbezwingbaren
- 1983: Kennedy-Preis
- 1996: Goldener Ehrenbär für sein Lebenswerk auf der Berlinale 1996
- 1999: Ehrenoscar für sein Lebenswerk

## Werke
- Elia Kazan: Filmarbeit. Amerika Amerika (eine Filmerzählung) und zwei Gespräche zwischen Elia Kazan und Jeff Young über America America und On the waterfront. Alexander, Berlin 2007, ISBN 978-3-89581-159-3.
- Elia Kazan: A Life. Unabridged republication. Da Capo Press, New York NY 1997, ISBN 0-306-80804-8 (englisch).